# Witzelsucht
Als Moria (altgriechisch μωρία mōría „Torheit“) oder Witzelsucht wird in der Medizin ein exzessiv-joviales Verhalten bezeichnet, das durch eine organische Schädigung des Gehirns – insbesondere des Frontalhirns – verursacht wird. (Frontalhirnsyndrom).
Der Begriff "Moria" wurde 1888 von dem deutschen Neurologen Moritz Jastrowitz zur Benennung von albernen Verhaltensweisen in Verbindung mit übermäßiger Euphorie geprägt. 1890 grenzte der Neurologe Hermann Oppenheim die "Witzelsucht" von der Moria ab. Erstere bezeichne eine enger definierte ungehemmte Witzelei von Betroffenen, unabhängig von deren Stimmung.
Inzwischen werden in der Neurologie beide Bezeichnungen weitgehend synonym verwendet.